# Tanino Liberatore
Tanino Liberatore, właściwie Gaetano Liberatore (ur. 12 kwietnia 1953) – włoski twórca komiksów. Współpracował z magazynem „Heavy Metal”. Współwórca serii komiksów Ranx. Jej pierwszy tom pt. „RanXerox w Nowym Jorku” nakładem wydawnictwa Fanzin Publishers rok 1994, zaś w 2016 roku wszystkie trzy tomy (wraz z dodatkowymi epizodami) opublikowała oficyna Kultura Gniewu w jednym albumie zbiorczym pt. Ranx.